# Draconarius yananensis
Espèce
Draconarius yananensis est une espèce d'araignées aranéomorphes de la famille des Agelenidae.

## Distribution
Cette espèce est endémique du Shaanxi en Chine,. Elle se rencontre dans le xian de Wuqi.

## Description
Le mâle holotype mesure 5,09 mm et la femelle paratype 7,89 mm.

## Systématique et taxinomie
Cette espèce a été décrite par Wei, Liu, Nan et Liu en 2025.

## Étymologie
Son nom d'espèce, composé de yanan et du suffixe latin -ensis, « qui vit dans, qui habite », lui a été donné en référence au lieu de sa découverte, Yan'an.

## Publication originale
- Wei, Liu, Nan & Liu, 2025 : « Two new species of the genus Draconarius (Araneae, Agelenidae) from northern China. » Acta Arachnologica Sinica, vol. 34, no 1, p. 1-6.